# Congregación de Saint-Pierre
La congregación de Saint-Pierre, fundada en Malestroit en Morbihan (Francia), es una congregación religiosa que duró desde 1828 hasta 1834. Constaba de un seminario, un noviciado y una casa de estudio. El trabajo consistía en estudiar las ciencias teológicas y filosóficas. Era también un lugar de encuentro para muchos clérigos e intelectuales laicos. Se hablaba de todo lo que se refería al cristianismo en su definición, a otras religiones y a la evolución de la creencia frente a los cambios del mundo.

## Una congregación de sacerdotes

### Misioneros de Rennes
Los principios de la congregación entran en una tendencia general, marcada por el desarrollo de los equipos de misioneros-predicadores en todos los sitios de Francia. En efecto, la Revolución de 1789 define el lugar de la religión. El concordato con la Santa-Sede, firmado en París el 15 de julio de 1801, permite la reapertura de las iglesias, la restauración del culto, la libertad y la protección otorgada a la Iglesia. En este contexto se crean las misiones de evangelización en Francia, con la convicción de que es un deber restaurar la fe y un lugar para la religión.
En noviembre de 1821, el obispo, Mgr Mannay, funda en Rennes un grupo de sacerdotes misioneros. No hay ningún lazo formal entre los miembros. Es una sociedad libre de sacerdotes consagrados a las misiones y a los ejercicios espirituales de la diócesis. Los párrocos conservan su cargo de párroco. La sociedad reside en una parte de la casa y la capilla de los Carmelitas descalzos, calle de Fougères en Rennes.
Entre los miembros fundadores se encuentran el padre Pierre Louis François Coëdro (superior de los misioneros y párroco de Montauban-de-Bretagne), el padre Jean-François Corvaisier (párroco de Tinténiac), el padre Beaulieu (párroco de Saint-Sulpice en Fougères), el padre Hoguet (canónigo honorario), el señor Gouyon (recién ordenado sacerdote desde el 15 de marzo de 1823) y el padre Hérisson (párroco de Saint-Hilaire-des-Landes) que incorporó el grupo en 1825.

### Congregación de los sacerdotes de Saint-Méen

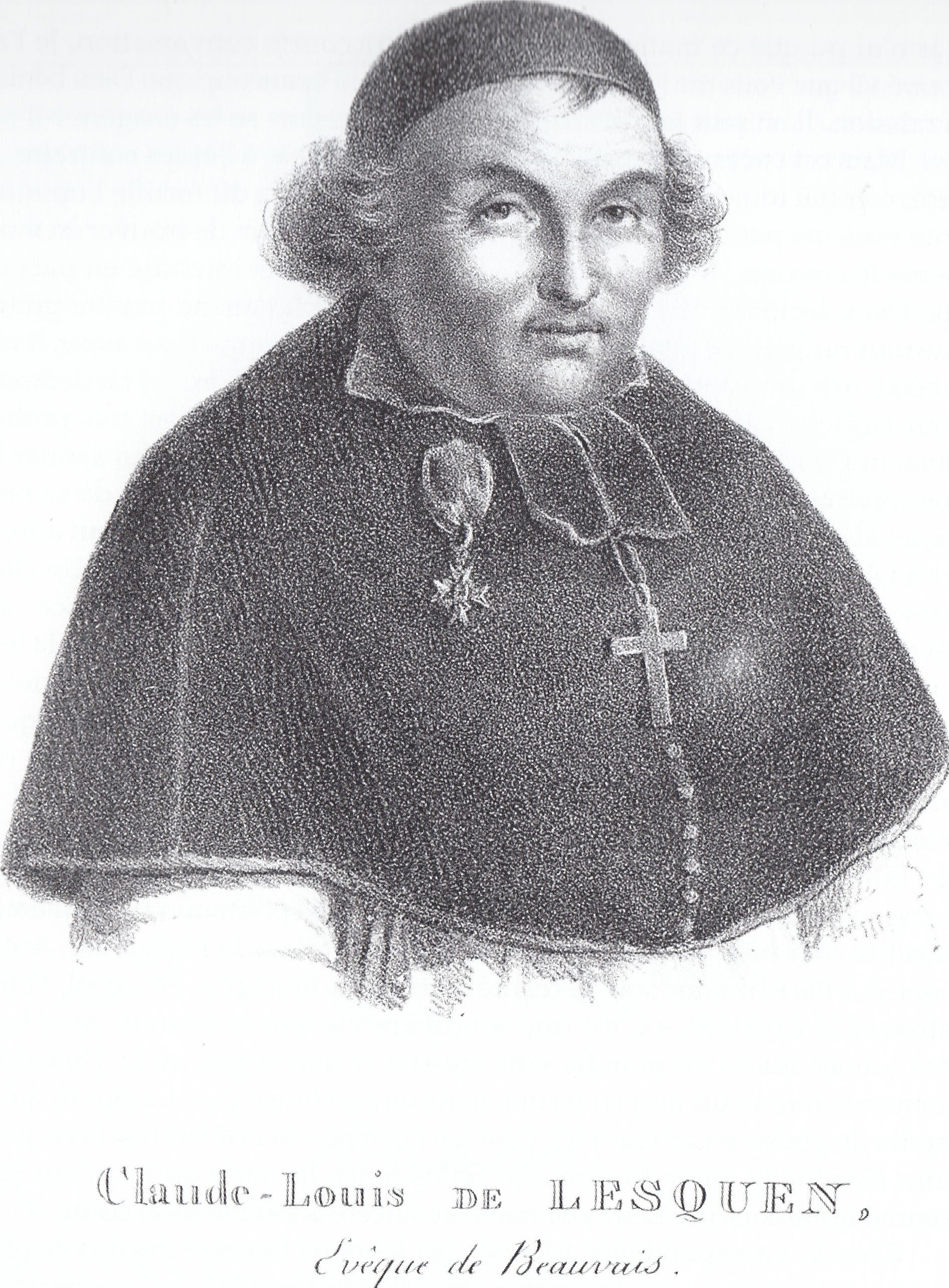
Mgr de Lesquen, obispo de Rennes de 1825 à 1841

En 1822, Mgr Mannay funda un pequeño seminario en Saint-Méen-le-Grand, en sustitución del pequeño seminario de Rennes por ser demasiado viejo. El nuevo seminario se instala en los edificios del antiguo monasterio que lleva el mismo nombre. El padre Tanguy Debreuil, en aquel entonces sacerdote y director del colegio de Fougères, es nombrado superior. A causa de problemas financieros, el padre Bouteloup, administrador de la casa, le aconseja que busque a colegas que acepten trabajar sin sueldo. En cambio, la escuela se encarga de su mantenimiento. Son cuatro los que aceptan pero las condiciones materiales siguen difíciles. Poco a poco, el proyecto de formar una asociación religiosa se presenta como una necesidad.
En 1825, el padre Dubreil encuentra al padre Juan-María de la Mennais, en aquel entonces vicario general de la diócesis y superior general de los Hermanos de la Instrucción Cristiana y que conoce bien al nuevo obispo de Rennes, Mgr de Lesquen. Así se hace el proyecto de pasar a ser asociación religiosa. El obispo acepta la creación de la congregación y pide a Juan-María de la Mennais que redacte los estatutos y las reglas y que la dirija como superior general. Los sacerdotes asociados a la creación de esta congregación son: Joseph Tanguy Debreuil, Jean-Baptiste Bouteloup, Alexandre-Victoire-Fidèle Nogues.
La Congregación de los sacerdotes de Saint-Méen, creada en 1825, fue la base de ella y cambió en tres años para ser la Congregación de Saint-Pierre.

### Reunificación de los misioneros de Rennes y los sacerdotes de Saint-Méen
El obispo, Mgr de Lesquen, pide a los misioneros que se reúnan con la congregación de los sacerdotes de Saint-Méen. Durante el retiro constituyente de 1825, Juan-María de la Mennais es confirmado como superior general. Este escoge al señor Coëdro como primer asistente y superior de los misioneros, al señor Dubreil, como segundo asistente y superior del pequeño seminario de Saint-Méen. El padre Bouteloup conserva su puesto de administrador.
Forman una sociedad universal de bienes pero con solo un voto: el de obediencia. En eso, la congregación se distingue de las demás órdenes religiosas. Es un instituto con un funcionamiento centralizado, muy similar a las demás congregaciones del siglo XIX: mucha importancia acordada a la autoridad del superior general, responsable hasta en los detalles del conjunto de la vida cotidiana de los religiosos que le han confiado. 
Hay hermanos también en la congregación pero con un estatuto inferior al de los sacerdotes. Tienen un papel de asistencia en la administración de las cosas temporales del instituto. Por su dedicación, liberan a los sacerdotes de la sociedad de las tareas materiales y les permiten dedicarse enteramente al ministerio sacerdotal. Los hermanos no pueden comer con los sacerdotes. Por consiguiente, la calidad de vida de esos hermanos depende antes de todo del estado de espíritu del superior local.
La noticia de la fundación de la congregación de Saint-Méen se difunde rápidamente en toda la diócesis de Rennes. Varios miembros del clérigo se presentan al noviciado para intentar vivir en la vida religiosa. En 1826, son quince miembros: ocho misioneros y siete sacerdotes. El padre Tanguy Dubreil, superior del pequeño seminario de Saint-Méen es igualmente encargado por Mgr de Lesquen de la parroquia de Saint-Méen.

## El proyecto de una sociedad de eclesiásticos

### Colaboración entre los hermanos de la Mennais y Philippe Gerbet

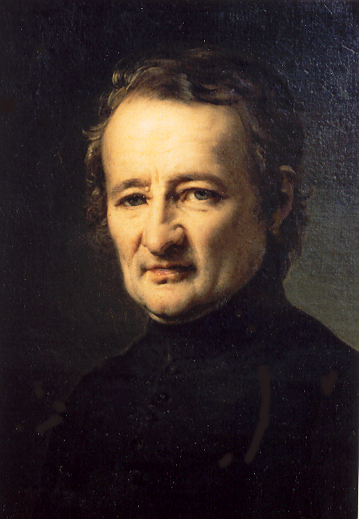
Retrato de Juan-María de la Mennais en 1827

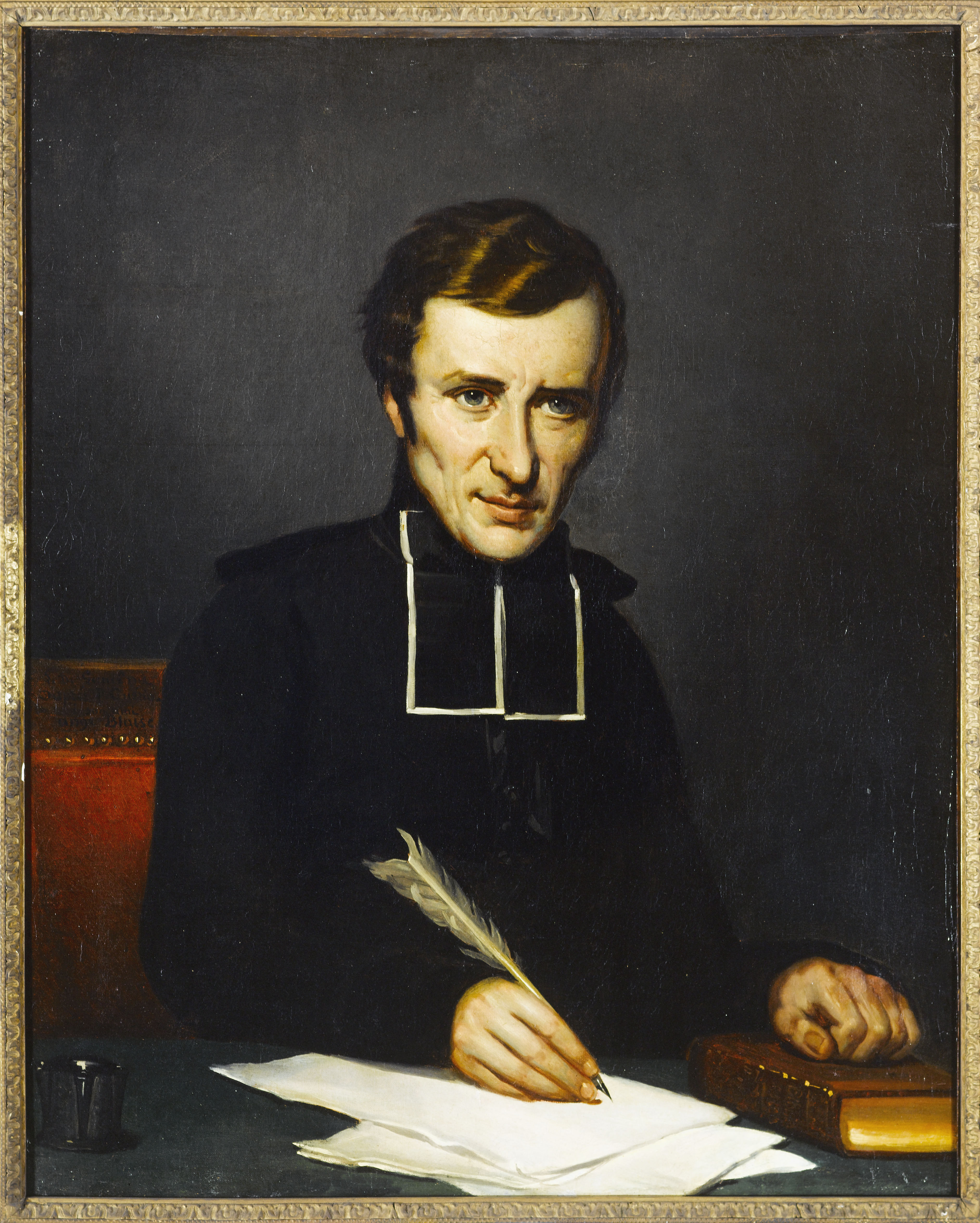
Félicité Lamennais

La idea de la congregación empieza con reflexiones llevadas por los dos hermanos de la Mennais. Durante una estancia en París, de enero a mayo de 1806, Juan-María estudia en el seminario de San-Sulpicio, dirigido por el señor Garnier y el señor Emery, mientras tanto, Felicidad sigue los cursos en el Collège de France con los cursos del padre Frayssinous. Después de este viaje a París, los dos hermanos empiezan un período escribiendo y estudiando en la Chênaie, residencia familiar situada en Côtes-du-Nord, durante un año y medio, reuniendo una gran cantidad de libros y de escritos.
Durante los veinte años que siguen, piensan en la manera de adaptar los institutos religiosos a las necesidades del tiempo, en cómo mejorar la formación del clérigo, renovar los estudios, permitir el acceso a la educación a todos sin los límites de lo arbitrario o de la fortuna. El seminario de San-Sulpicio es considerado por los dos hermanos como un modelo de lugar de estudio de las ciencias eclesiásticas. Del mismo modo, los jesuitas aparecen como una organización eficiente que aprecian como modelo.
En los años 1810, mediante los estudios, el padre Félicité de la Mennais y el padre Philippe Gerbet se conocen y esa amistad es la que inicia la asociación de Félicité con la congregación de Saint-Méen de la cual Juan-María es el superior general.
En 1818, el padre Antoine de Salinis, un amigo común, encontrado en San-Sulpicio, presenta Philippe Gerbet al padre de la Mennais, ya famoso por la publicación de su obra Ensayo sobre la indiferencia en materia de religión, un éxito de librería. El padre de Salinis y el padre Gerbet son ordenados sacerdotes en 1822 y son nombrados capellanes en el liceo Henri-IV. Durante sus estancias en París, Félicité los visita muy a menudo y participa también en las reuniones de jóvenes de élite que tienen lugar en aquella época en el salón del padre de Salinis. Son reuniones durante las cuales los participantes discurren y critican los nuevos libros, hablan de ciencias, de historia, de filosofía, de literatura y como objeto principal, la defensa de la religión. Es un grupo de jóvenes estudiantes creyentes.
Félicité propone sus proyectos de futuro, o sea: la creación de una sociedad (comunidad) de eclesiásticos que tendría como vocación estudiar y escribir, para responder a las necesidades de adaptar los textos a la sociedad actual. Va y viene regularmente entre la Chênaie, su lugar de trabajo donde compone sus escritos, y París, adonde va sobre todo por los asuntos de venta de sus libros en las librerías, y también para visitar a sus colaboradores.
El padre Gerbet, muy animado por el proyecto del padre Félicité de la Mennais, deja su puesto de capellán y lo acompaña a la Chênaie, con la intención de poner en obra este proyecto, juntos. El padre de Salinis, en cambio, no los acompaña. Llegan a la Chênaie en enero de 1825, después de pasar por Versailles, el Orne y Rennes.
La idea inicial, para fundar esta reunión o comunidad de eclesiásticos, es reunir a cuatro o cinco personas que pudieran dedicarse al estudio, la composición y la redacción de libros, para venderlos y sacar de eso un sueldo suficiente para permitir ampliar el grupo de trabajo y sus medios. El inicio necesita buscar donaciones. En los escritos que hablan de este proceso y en particular la carta dirigida al padre Gerbet, se nota: "como parece obvio que es nombre de la comunidad religiosa que convence al donador más que el don mismo, le podrá presentar el establecimiento como una comunidad de eclesiásticos que se forma para responder a las grandes necesidades de la religión". No se emplea la palabra 'congregación". Por eso, en su tesis, André Dargis propone la hipótesis siguiente: el proyecto inicial es una forma de comunidad sin votos que pudiera acoger indiferentemente a laicos libertad, compatible con las exigencias de la vida en común y la coordinación de los trabajos individuales.
Félicité, por su búsqueda de fondos, ha dejado testimonios epistolarios de la descripción del proyecto. Ambiciona fundar una orden religiosa moderna. Escribe también al papa León XII para comunicarle su proyecto. Recibe una respuesta positiva y alentadora.
La búsqueda de fondos es muy difícil y no da frutos. Sin embargo, la necesidad de actuar se hace urgente: en junio de 1828, el rey firma dos ordenanzas pidiendo cerrar los colegios de jesuitas. El padre Gerbet, por su integración en la red parisiense, como periodista en el Memorial católico, y como antiguo capellán del liceo Henri IV, está al tanto de todo y lo describe en detalles a Felicité de la Mennais. Esa agitación política preocupa a Félicité de la Mennais que siente la necesidad de actuar cuanto antes. Supera sus vacilaciones y su rechazo de participar en una congregación y acepta el principio de ser superior general de la Congregación de Saint-Méen.
Juan-María conserva la gobernanza efectiva mientras Félicité de la Mennais desea tomar la dirección intelectual de los estudios. René François Rohrbacher, a la vez amigo de Félicité y primer colega en tomar parte como novicio en la congregación de Saint-Méen, dirige los estudios filosóficos et teológicos de los jóvenes eclesiásticos de dicha congregación.
Eligen el nombre de "Congregación de Saint-Pierre" en septiembre de 1828.
Al mismo tiempo, el padre Gerbet propone crear una asociación de caridad, con la intención de movilizar y organizar a los lectores del Memorial católico en todas las regiones de Francia, para recaudar fondos. En 1830, en el momento de la fundación del diario l'Avenir, la asociación se organiza y se amplia para ser la Agencia por la defensa de la libertad religiosa. 

## Una organización compleja con cuatro pueblos y una fundación
Las constituciones y reglas de los religiosos de Saint-Pierre son redactadas durante el mes de agosto de 1828 y presentadas a los miembros de la congregación de Saint-Méen. Después, durante el retiro anual de los religiosos  de la congregación de Saint-Méen, en Rennes, en la casa de los misioneros, en septiembre de 1828, los estatutos y las reglas de los sacerdotes de Saint-Méen dejan lugar a las constituciones y las reglas de los religiosos de Saint-Pierre. Félicité de la Mennais es nombrado superior general por unanimidad. Todos cuentan en la notoriedad y la amistad pontificia de Félicité para obtener la aprobación apostólica de la constitución de la orden de Saint-Pierre.
Juan-María de la Mennais, como vicario general, puede participar también en la administración. El padre Coëdro, superior de la comunidad de los misioneros de Rennes es también el segundo consejero del superior general.

### La congregación, inicialmente cuenta con una veintena de miembros en varios lugares
- en Malestroit donde acogen a los novicios
- en Rennes están los misioneros
- en Saint-Méen el pequeño seminario para la formación de los sacerdotes;
- en la Chênaie se encuentra una importante comunidad alrededor de Félicité de la Mennais

Cabe añadir una fundación durante un año en el colegio de Juilly y una casa de estudios en París. 

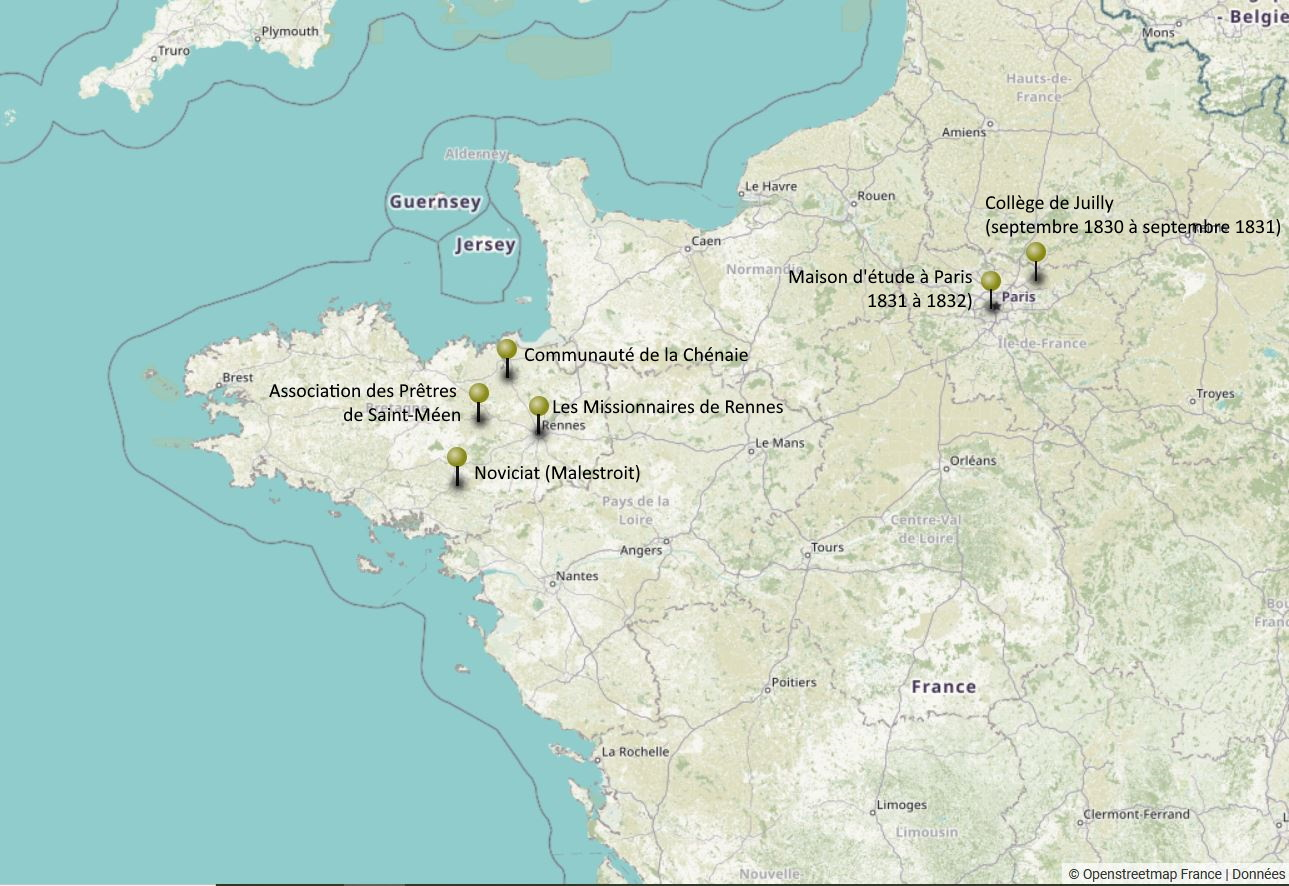
Implantación de los establecimientos de la Congregación de Saint-Pierre

### Noviciado de Malestroit

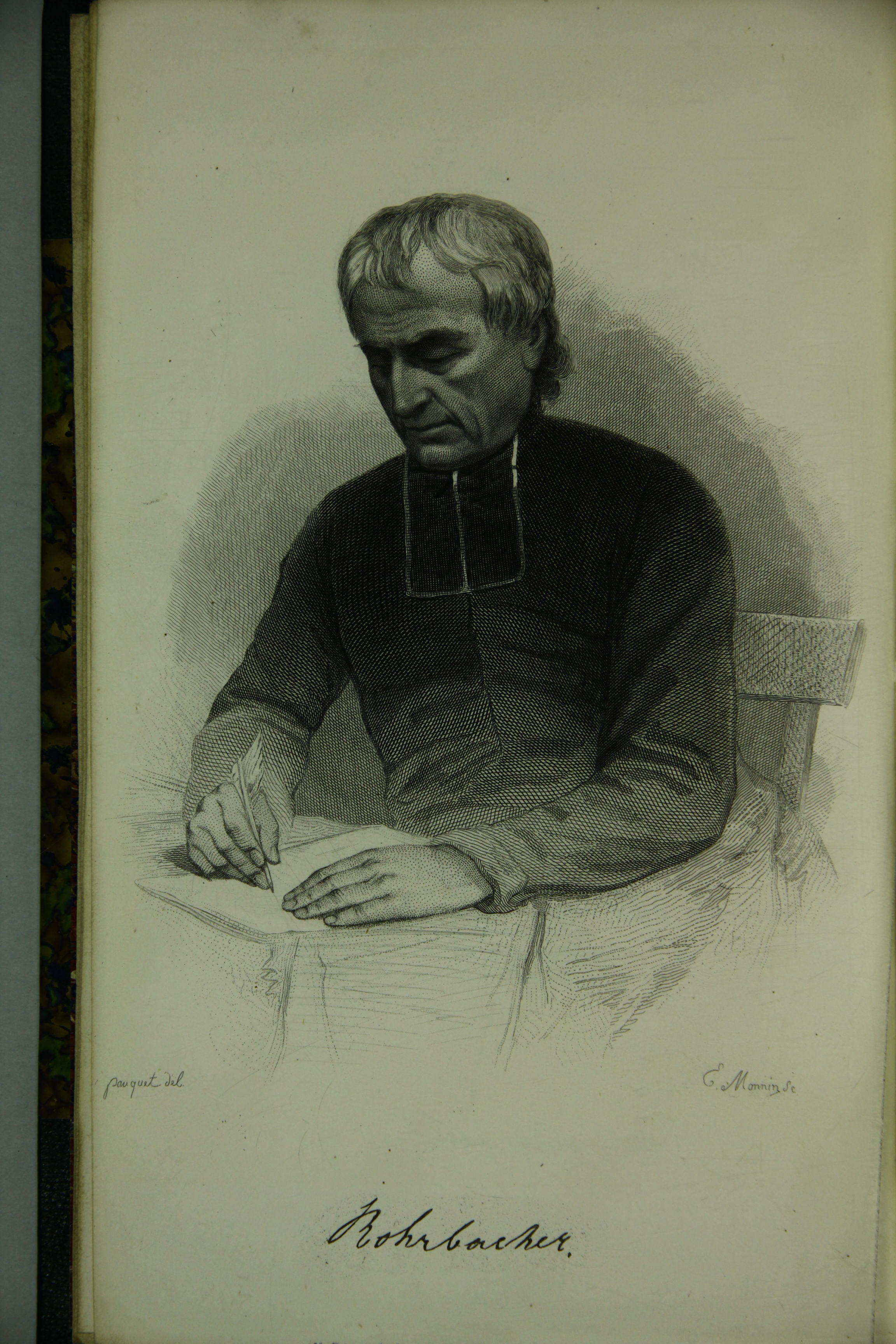
René François Rohrbacher.

Acerca del fin del verano de 1828, los hermanos de la Mennais compran los edificios de un antiguo convento de las hermanas Ursulinas en Malestroit. Allí se instala el noviciado bajo la forma de un seminario. Los primeros miembros son todos clérigos de la diócesis de Rennes pero, poco a poco, el noviciado recluta nuevos candidatos.
El equipo se compone de cuatro padres. Desde el inicio, la dirección de Malestroit es confiada al padre Simon Blanc que es superior de su comunidad. Antiguo profesor en Besançon, da ponencias de filosofía en Malestroit; redactó un manual de historia eclesiástica. El padre Rohrbacher es director de los estudios y profesor de teología, especialista de la teoría del sentido común. El padre Persehais, administrador del centro es sustituido por el padre Bouteloup después de ocho meses, cuando el padre Persehais es nombrado vicario en la parroquia de Saint-Méen. El padre Bornet es maestro de los novicios, encargado de los cursos de literatura.
Juan-María de la Mennais vigila el noviciado y efectúa la admisión de los novicios pero también sigue visitando a los hermanos de la Instrucción Cristiana repartidos en todas partes, asumiendo su responsabilidad de superior general.
El reglamento difiere poco de los demás noviciados de este período. Se levantan a las 5. El día empieza por una meditación de media hora y a continuación tienen la misa. Después es el tiempo de los estudios teológicos o filosóficos, lectura de obras determinadas así como una ponencia del padre Rohrbacher hasta las 11. Después, la comida con una lectura de la historia eclesiástica y una hora de descanso (trabajo en la huerta, juego de bolos o paseos). A las dos de la tarde, cada uno reza el rosario en particular y trabaja en su habitación hasta las 7 de la tarde estudiando las lenguas y la literatura, eclesiástica o profana (Dante, Shakespeare). Cada uno debe componer durante una semana, un trabajo en latín, intentando imitar los modelos de la Antigüedad. El día de trabajo se termina a las 7.30 con la cena.
Los métodos de enseñanza de los profesores de Malestroit difieren de las costumbres de los demás docentes utilizando poco los manuales. Los estudiantes, guiados por sus profesores, en particular, el padre Rohrbacher, redactan ellos mismos su tratado de teología.
Una originalidad del seminario, estriba en la plaza dada a las lenguas extranjeras en los estudios. Entre los idiomas propuestos, algunos son obligatorios: el hebreo, el griego y el latín, los demás son facultativos, entre los cuales: el sánscrito, el árabe, el persa, el caldeo, el chino, el alemán, el inglés, el italiano. Algunos novicios estudian a la vez cinco o seis lenguas.
El testimonio del señor de Hercé, da una idea de la apertura que reina en la casa de estudios. Habla de una tarea que hizo sobre la existencia de Dios, siguiendo los testimonios de diversos pueblos, comparando a Platón con Confucio, lo cual es bien acogido por los demás novicios: "aparte de la doctrina filosófica del sentido común y de las doctrinas teológicas en relación con el poder del papa, cada uno podía expresarse libremente a no ser que haya algo contrario a los dogmas definidos por la Iglesia. Se animaba en sus esfuerzos a aquellos que intentaban conciliar la fe con ciertas opiniones, singulares aparentemente, si habían sido aprobadas por algún doctor recomendado por la Iglesia, sin acusaciones."
El periódico llega a Malestroit cada día, al mismo tiempo que otros cuatro diarios, como el Memorial católico, El Correspondiente, El Amigo de la religión y el Globo. La lectura de la prensa forma parte entera del trabajo pedido a los novicios, según los testimonios del padre Persehais. Cada estudiante debe pasar tres cuartos de hora al día, leyendo, e igual que con todas las lecturas, tomar notas o analizarlas. Durante estos años, el Memorial católico, en el cual trabajan la Mennais, Gerbet, de Salinis y O'Mahoni, es como el diario oficial de la congregación de Saint-Pierre. Los estudiantes de Malestroit redactan artículos para los diarios, lo que les permite, con el producto de los artículos, comprar otros libros.

### Comunidad de la Chênaie

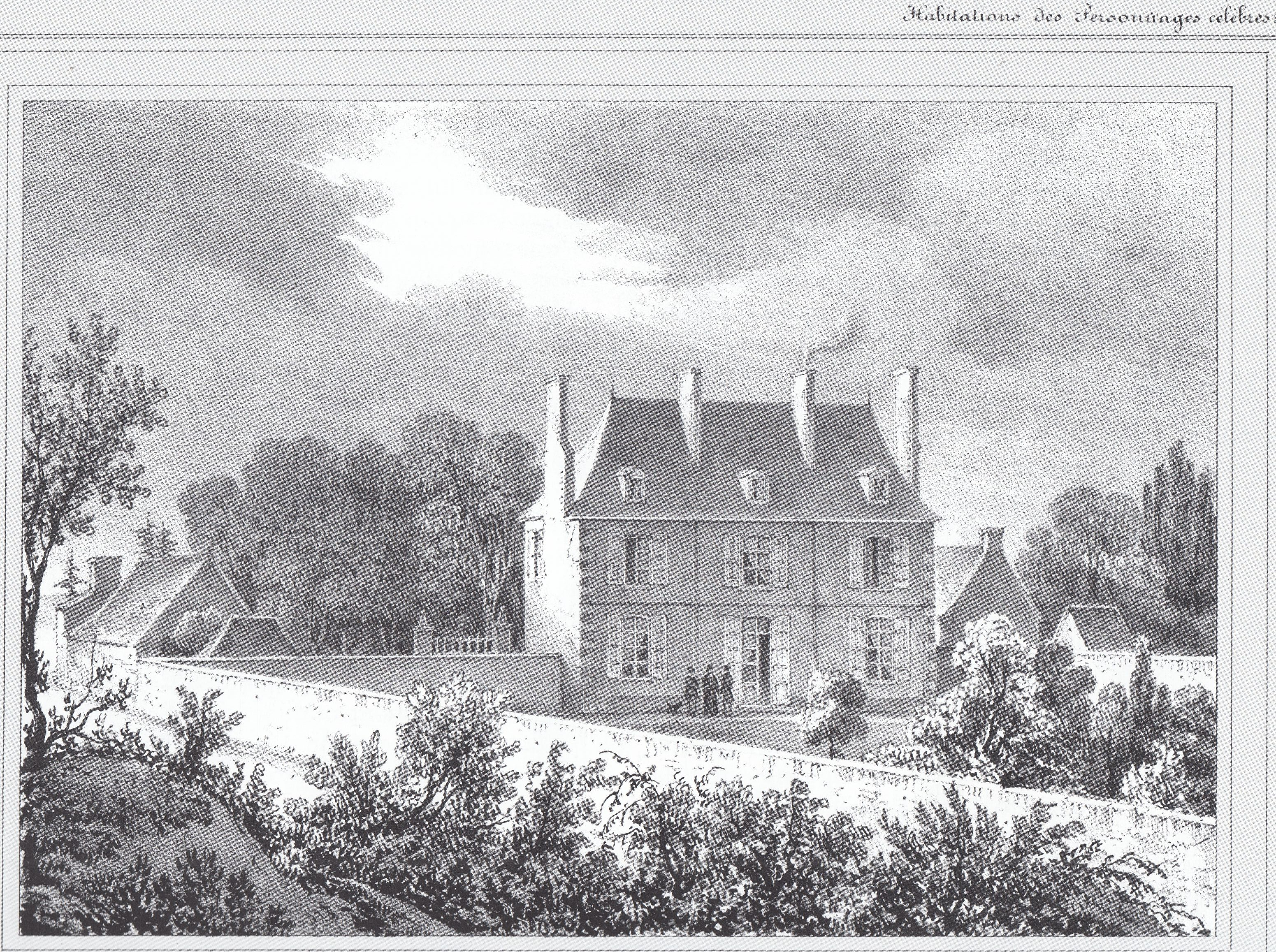
Litografía representando la Chênaie

El trabajo de Félicité de la Mennais, en el seno de la congregación, es considerable, aunque muy variado. Es responsable de la enseñanza de las lenguas extranjeras (italiano, inglés, hebreo), la filosofía, la teología. Garantiza la dirección pedagógica de los estudios, por su amplia cultura, estudió tanto la Edad Media como la legislación primitiva en Oriente y las ideas antiguas. Como sacerdote, confiesa, cuida a los enfermos, está encargado de la casa y también de los nuevos candidatos, manteniendo una correspondencia con las autoridades y los intelectuales de su tiempo, a propósito de política general, de la búsqueda de fondos y de los asuntos profesionales, etc.
Lo asiste el padre Gerbet a quien da su confianza y amistad y que es un aliado importante en la puesta en marcha de esta realización.
Los días pasan en estudios personales en teología. Se trata de concentrarse en el estudio de los Padres de la Iglesia, de las Santas Escrituras y de la historia eclesiástica. Para que los jóvenes sacerdotes puedan actuar eficazmente sobre la sociedad, por una enseñanza religiosa en relación con el estado contemporáneo de los espíritus, Félicité de la Mennais insiste para que hagan ejercicios de escritura. Aconseja a los estudiantes que lean siempre con la pluma en la mano, y no dejar nunca un libro sin analizar lo que acaban de leer, partiendo del principio de que es preciso acostumbrarse a hacer con dificultades las cosas difíciles. El mismo, corregía sus frases cinco o seis veces para que sean armoniosas. Espera de sus estudiantes el mismo rigor.
La biblioteca de la propiedad de los hermanos de la Mennais en la Chênaie consta de unos 12 000 libros. Hay también obras clásicas como un diccionario de sánscrito y otras obras raras.
Según un testimonio de Eloi Jourdain, quien formó parte de la comunidad de la Chênaie: "No hay reglas estrictas, excepto las comidas y las conferencias dadas por Félicité de la Mennais y el padre Gerbet, las cuales constituyen momentos de escucha obligatoria. Cada uno trabaja como le da la gana, se levanta y se acuesta cuando quiere, con los tiempos de descanso y los paseos. La llegada, cada mañana, de las cartas y de los diarios da el tono al día, según las noticias. Mucho tiempo es dado al estudio en que cada uno pueda escoger sus preferencias intelectuales: literatura, filosofía, lenguas. Sólo dos doctrinas no pueden ser discutidas: el ultramontanismo y la infalibilidad del papa. Todo lo demás, es objeto de intercambio, en el respeto de las reglas de la Iglesia."
En cuanto al aspecto espiritual: es propuesto más que impuesto, para respetar la libertad de cada uno. Felicité de la Mennais es quien dice la misa, celebra la Eucaristía. Hay tiempos de confesión, de cantos y cánticos. La colonia de la Chênaie vive fuera del mundo exterior. Se sienten apartados de todo, separados por bosques de robles y de pinos, detrás de campos de trigo sarraceno. A menudo pasa Juan-María de la Mennais, pero siempre brevemente.  
Entre las personas presentes en la Chênaie entre 1828 y 1833, se puede citar: 
•    Henri Lacordaire
•    Charles de Montalembert, amigo de Félicité Lamennais , redactor principal del diario L'Avenir 
•    Maurice de Guérin  
•    Eugène y Léon Boré 
•    Caron d’Amiens 
•    Pierre-Simon Blanc
•    René François Rohrbacher 
•    Théodore Combalot 
•    Jean-Marie Doney 
•    Thomas Gousset 
•    Mathurin Houet 
•    Élie de Kertanguy quien fue secretario de Félicité de la Mennais y se casó con Augustine, su sobrina  
•    Hervé de La Provostaye 
•    Éloi Jourdain, conocido más tarde como hombre de letras bajo el nombre de Charles Sainte-Foi15 ;
•    Edmond de Cazalès 
•    François du Breil de Marzan 
•    Hippolyte de La Morvonnais
•    l’abbé Paweł Kamiński, sacerdote polaco encontrado en San Sulpicio  
•    Cyprien Robert 
•    Ange Blaize de Maisonneuve 
•    Jules Morel quien se opuso al catolicismo liberal después de la condenación de Palabras de un creyente 
•    Mgr Jean Dubois ; en 1830, Mgr Dubois, obispo de Nueva-York, viene a Francia para encontrar a sacerdotes deseando ayudar en su diócesis. Probablemente orientado por el padre Bruté de Rémur, quien correspondía con los hermanos la Mennais, el prelado se dirige a Félicité, como superior general, para solicitar la ayuda de sus religiosos, especialmente para la fundación de una universidad católica americana. La idea gusta a Félicité. Piensa en el padre Jules Morel que está dispuesto a salir. Lacordaire, antiguo compañero de San-Sulpicio, se entera también del proyecto. No quiso ir a la Chênaie a pesar de las invitaciones porque no estaba convencido por las doctrinas menesianas. Vacila y confirma, en mayo de 1830, su intención de reunirse con el grupo dispuesto para los Estados-Unidos. La revolución de julio de 1830 empuja a Félicité a lanzarse en la publicación de un diario. El proyecto de la salida para Nueva-York es cancelado en 1831, los proyectos del obispo no parecían bastante claros.  

### Colegio de Juilly (septiembre de 1830 a septiembre de 1831)
El colegio de Juilly tiene una antigua fama. Era un centro intelectual dirigido por los sacerdotes de la congregación del Oratorio hasta la Revolución francesa y los sacerdotes del Oratorio tuvieron mil dificultades en recuperar y conservar el colegio. En julio de 1828, lo transmiten a los padres Casimir de Scorbiac, Antoine de Salinis y Caire.
Salinis, quien tiene una amistad con la Mennais, lo pone al tanto de todos los trámites hasta la apertura del colegio, el 15 de octubre de 1828, mandándole también el prospecto haciendo publicidad por el centro escolar. La Mennais le transmite todo su apoyo y difunde la información en Bretaña.  
Los acontecimientos de julio de 1830, debilitan el centro y los directores intentan transmitir el colegio a una congregación docente. Por el afecto que tienen con Félicité de la Mennais y los lazos de amistad que los unen ya a varios religiosos de Saint-Pierre, se inclinan hacia esta congregación. Gerbet y la Mennais se interesan por la obra de Juilly y aceptan la dirección.
A partir de septiembre de 1830, los miembros de la Chênaie se instalan en Juilly. Ciertos miembros de la congregación participan de manera activa a la vida del colegio pero la mayor parte de ellos siguen los estudios como lo hacían en Bretaña. Entre los miembros de la congregación que dan cursos, el padre Mathurin Houet enseña la filosofía y se queda hasta 1832, el padre Bornet se dedica a la clase de segundo hasta 1832, el padre Alexandre Hamelin ejerce las funciones de  celador y el señor Jacotin es profesor de cuarto y de matemáticas elementales hasta 1835.
Los señores de Scorbias y de Salinis dejan la dirección del colegio por estar en desacuerdo con el diario l'Avenir. En septiembre de 1831, Félicité de la Mennais deja la dirección del colegio. Sólo tres o cuatro religiosos de Saint-Pierre se quedan un año más. Los demás dejan el colegio de Juilly y se instalan en París, con Félicité, para fundar allí una casa de estudios más cerca de las infraestructuras de los estudios de la capital (biblioteca, conferencias públicas). 

## Desaprobación por el papa

### El diario l'Avenir: las doctrinas de la Congregación de Saint-Pierre
Profundas perturbaciones en las ideas son provocadas durante la Revolución de Julio de 1830 sobre las cuestiones políticas y la libertad, debates en los cuales participan los religiosos de la congregación de Saint-Pierre, especialmente cuando Félicité de la Mennais pasa a ser animador del diario l'Avenir en relación con el señor Harel de Trancrel y Philippe Gerbet. Este diario permite difundir las doctrinas y las reflexiones ligadas a los problemas de la congregación: la defensa mutua contra toda violación de los derechos de cada uno, libertad religiosa y libertad de educación, separación total de la Iglesia y del Estado. El primer número sale el 16 de octubre de 1830. Los autores se comprometen en esas cuestiones como lo indica por ejemplo el pasaje de esta carta escrita por Félicité de la Mennais en marzo de 1831.
"En cuanto a la religión, creemos firmemente que no se puede salvar y vivir sino por la libertad y que su libertad depende de su separación del Estado. Pedimos, por lo tanto, esta separación completa. Sin libertad de enseñanza ¿qué va a ser la fe? Y si el gobierno sigue nombrando a los obispos, ¿qué será del clérigo? ¿Qué será de la Iglesia? Ya se habla de mercados horribles propuestos y negociados porque todo se vende y el episcopado será vendido en las oficinas como todo lo demás."
El 27 de febrero de 1831, Félicité de la Mennais se dirige al cardenal Weld en nombre de todos los redactores del diario l'Avenir y le pide que presente al papa Gregorio XVI la declaración de sus doctrinas. La solicitud se formula así: "enmendar las doctrinas por si hubieran caído sin querer en algún error; en ese acaso se apresurarían en dar a su retractación toda la publicidad posible porque toman muy a pecho presentarse como los niños más dóciles y los más abnegados del Padre común."
Esperan la decisión soberana del papa pero la solicitud no recibe ninguna respuesta.
En marzo, una campaña de calumnias es dirigida contra los escritos de Félicité de la Mennais acusado de haber escrito que era preciso aplastar el episcopado. Descubre que el autor de esa calumnia es un sacerdote, habla de eso en su correspondencia.
Otro suceso provoca turbación. En noviembre de 1830, Varsovia es testigo del estallido de una revolución contra el zar Nicolás de Rusia. El diario l'Avenir se presenta como el portavoz de la causa de los polacos rebeldes. Los autores organizan suscripciones y escriben artículos pidiendo la intervención militar francesa en Polonia. Cuando los polacos tuvieron que capitular en septiembre de 1831, hubo una represión violenta por parte de los rusos. En junio de 1832, el papa Gregorio XVI manda un breve a los obispos católicos de Polonia en el cual critica a los que dirigieron la rebelión y los exhorta a someterse todos a la autoridad legítima o sea al zar. Los hermanos la Mennais ayudaron también al conde de Plater y otros emigrados polacos a fundar escuelas en Francia para sus compatriotas. 
Así que el conjunto de esas actitudes son comprendidas como una expresión oficial de solidaridad con la insurrección polaca desaprobada por el papa. 
Muchas críticas se hacen contra el diario y sus doctrinas. Conflictos de ideas emergen entre los redactores de l'Avenir y los obispos de Francia.

### La encíclica Mirari vos: desaprobación de las doctrinas por el papa

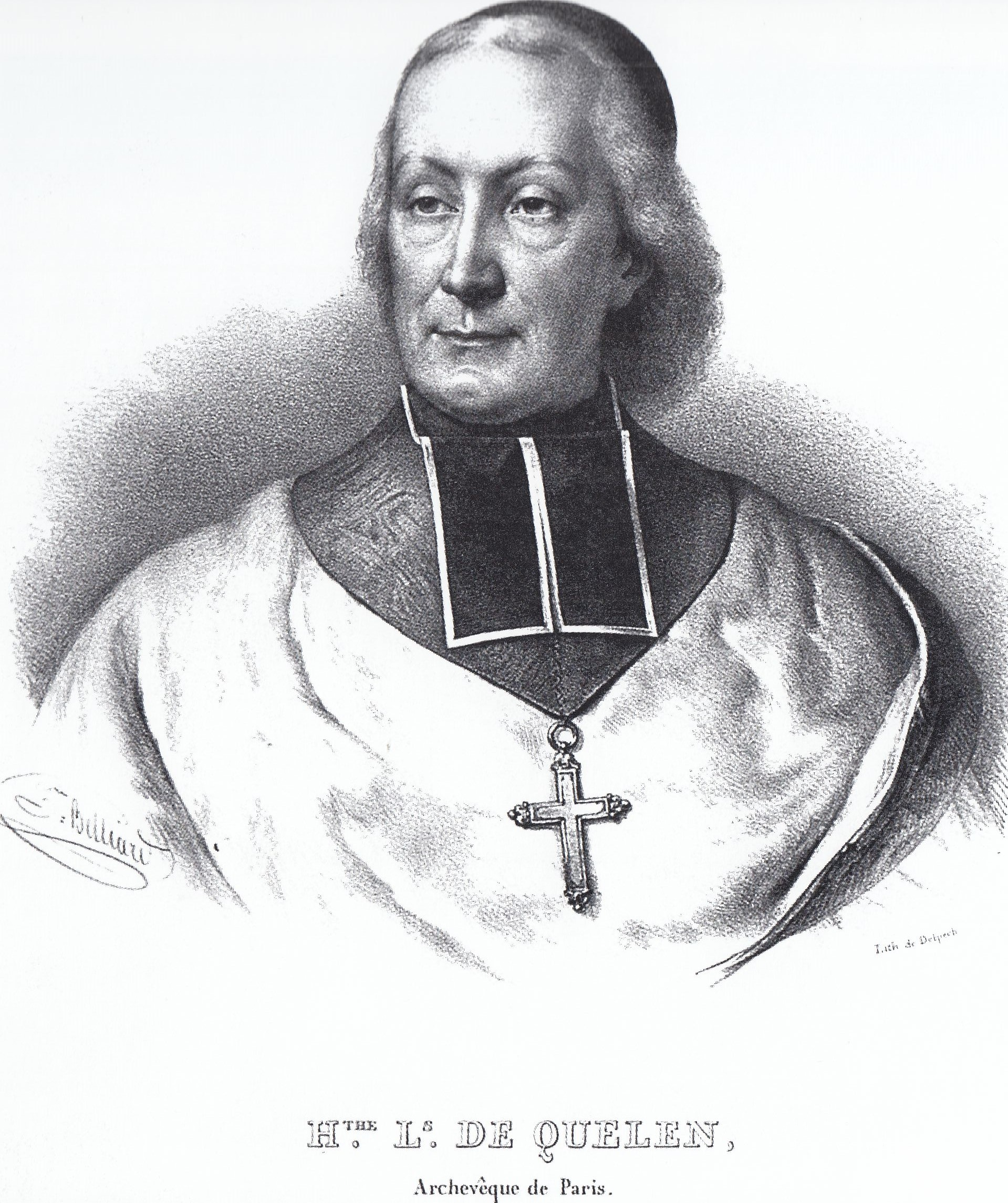
M^{gr} de Quélen

En noviembre de 1831, Félicité de la Mennais y sus colaboradores toman la decisión de suspender la publicación del diario l'Avenir. Lacordaire propone ir a Roma para encontrar al papa Gregorio XVI "y justificar nuestras intenciones, someterle nuestros pensamientos y dar en ese gesto la prueba evidente de nuestra sinceridad y ortodoxia." Félicité de la Mennais y Lacordaire tienen antes de todo un encuentro con el obispo Mgr de Quélen. Este da su punto de vista, transmitido en un informe dirigido al cardenal Bernetti:
   « de sostener sólo los verdaderos intereses de la religión, defender el dogma, la disciplina, los sacerdotes, de reclamar contra las injusticias y los ultrajes de los cuales es victima el catolicismo, todos los obispos y los hombres de Dios hubieran estado a su lado pero se empeñaron en arruinar el sistema actual de administración eclesiástica, para sustituirlo por otro que es indefendible e inútil y mezclaron a las cuestiones religiosas absurdos principios políticos; utilizaron el lenguaje de los periódicos demagogos, alabaron y predicaron la revolución y ahora se quejan de que los obispos, el clérigo y los buenos católicos los critican. Si hubieran tenido el designio de ir a Roma sin ruido para buscar luz sobre el valor de sus doctrinas, la cosa sería sencilla y sin inconveniente pero anunciaron su viaje y su meta de manera solemne y están ahora en una situación deplorable. Es imposible esperar a que el papa les apruebe, sea porque no está dispuesto personalmente, sea porque el episcopado francés está en contra de ustedes y que debe más consideración al episcopado que a sus personas."
La Mennais, Montalembert y Lacordaire salen para Roma con el fin de obligar al papa a que diga claramente si aprueba o no, porque según los escritos de la Mennais "no era posible aguantar más la frenética oposición de la mayor parte de los obispos". El papa recibe su solicitud y les propone regresar a Francia mientras tratan esas cuestiones delicadas y difíciles. Lacordaire respeta esa solicitud y vuelve a Francia. La Mennais y Montalembert se quedan en Roma durante siete meses.

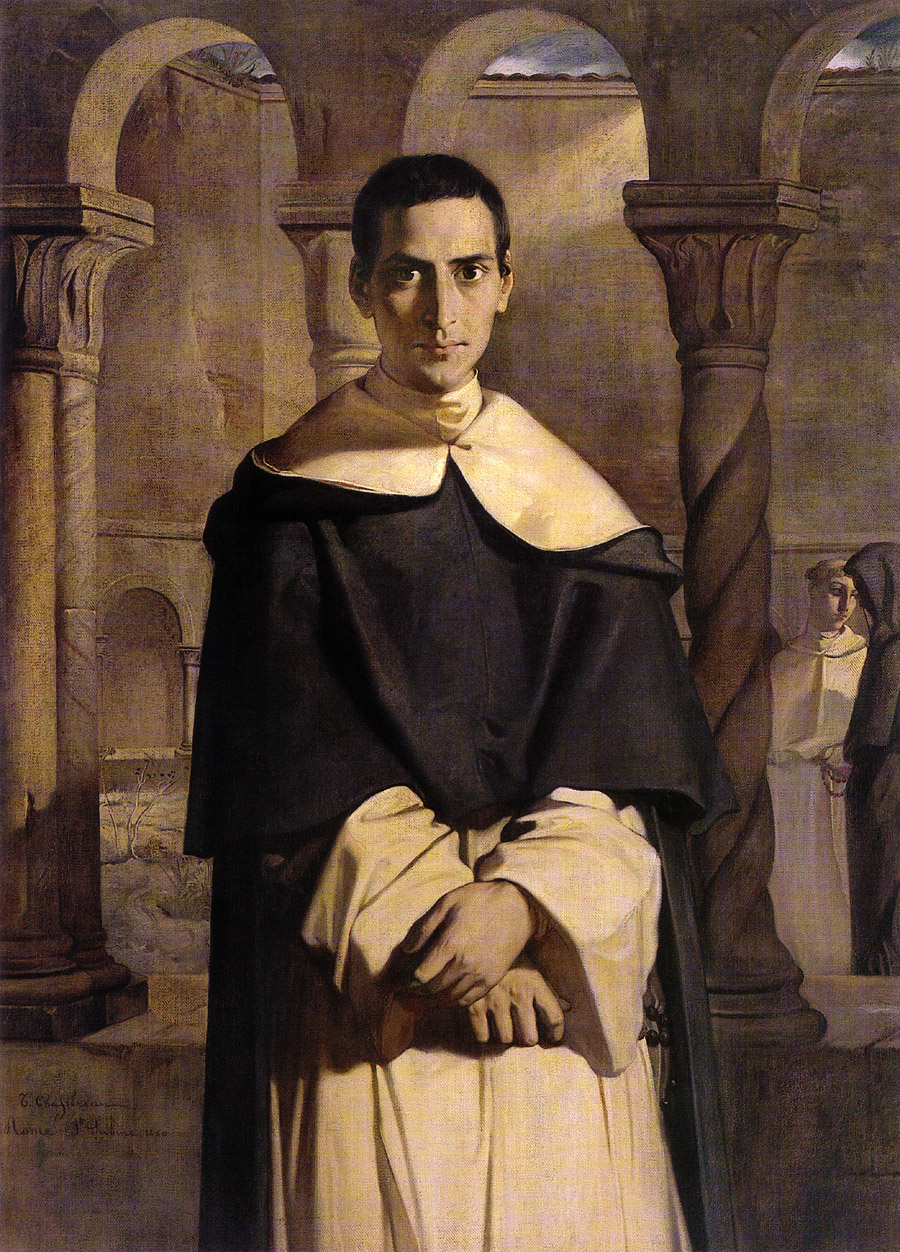
Henri-Dominique Lacordaire en el convento de Sainte-Sabine en Roma, por Théodore Chassériau (1840), musée du Louvre.

Lacordaire va a Múnich donde encuentra a la Mennais y Montalembert que han hecho etapa al regresar a Francia. Fue entonces cuando, en agosto de 1832, los tres se enteran de que Gregorio XVI acaba de publicar la encíclica Mirari vos desfavorable a las doctrinas del diario l'Avenir.

### Demisión de Félicité de la Mennais y publicación del libro Palabras de un creyente
De regreso a París, Félicité de la Mennais redacta una declaración oficial de sumisión a la encíclica, firmada también por todos los redactores del diario l'Avenir, y deja la publicación después de 13 meses sólo.
Sin embargo, los debates siguen dentro de la congregación a propósito del contenido de la encíclica y de lo que pone en cuestión.
La Mennais dice no ver en la encíclica sino un acta de gobernanza hecho por el papa bajo la presión de las grandes potencias europeas y con intereses poco sobrenaturales de la Iglesia. La encíclica Mirari vos sería sólo un decreto disciplinario permitiendo cortar la discusión inoportuna sobre cuestiones delicadas y según Lacordaire: "no consideramos la carta encíclica como una decisión dogmática. No se encuentra en ella ningún carácter que suelen señalar los teólogos para distinguir lo que emana de la Iglesia como regla de fe. Es un motu proprio del santo padre, o sea un acta personal, por el cual declaró aportar en la gobernanza del mundo cristiano, otro pensamiento que el del diario l'Avenir."
Sin embargo, en enero de 1833, Lacordaire deja la Chênaie donde había llegado en septiembre de 1832. Justifica su salida por divergencias de puntos de vista, especialmente sobre la cuestión de la República como modo de gobierno. Sale lamentando dejar así al superior general de la congregación, Félicité de la Mennais.
Numerosas divisiones intervienen en el seno del instituto, entre los sacerdotes de Saint-Méen y los misioneros de Rennes. Mgr de Lesquen exige la demisión de Félicité de la Mennais como superior general de la congregación y pide que deje de dirigirla, sin prohibirle ser miembro.
En agosto de 1833, la Mennais anuncia que deja la congregación de Saint-Pierre, y avisa a los miembros de la comunidad de la Chênaie que deben irse del lugar. Lo que hacen en septiembre de 1833. Entonces van a Ploërmel para el noviciado en la casa-madre de los Hermanos de la Instrucción Cristiana, dirigida por Juan-María de la Mennais, según los testimonios de Maurice de Guérin, uno de ellos.
Mgr de Lesquen prohíbe a la Mennais ejercer en la diócesis o sea que no puede celebrar, predicar o confesar, y eso hasta la redacción de una nueva declaración de sumisión a la encíclica, lo que hace en diciembre de 1833.
La Mennais se expresa así en una carta a la condesa de Senfft, con la fecha de 25 de enero de 1834: "Mi resolución es irrevocable, a partir de ahora, nunca me ocuparé ni de cerca ni de lejos de las cosas de la religión y de la Iglesia. Lo que me queda de vida, lo dedicaré a la pura filosofía, a la ciencia humana, a mi país, a la humanidad. Quise mostrar que no me llevaba ni el orgullo ni la pasión. Quise mostrar que no era un hombre de cisma sino un hombre de paz."
En abril de 1834, Félicité de la Mennais publica el libro Palabras de un creyente en el cual expone, de manera poética y literaria, palabras que sirven a promover la libertad. Según su correspondencia, sabemos que ese libro no es una respuesta inoportuna a los acontecimientos. Había esperado un año para publicarlo. La Mennais habla así de su libro para justificarse cerca de las numerosas personas que le aconsejan no publicarlo:
"El dicho escrito  no es ningún chiste de humor repentino y pasajero sino el fruto de reflexiones maduras. Hace casi un año que lo terminé. No contradice de ninguna manera lo que escribí al papa o lo que dije al arzobispo. Al contrario, siempre le declaré a éste, y una vez más recientemente en una carta que conservaba mi plena libertad para todo lo que toca mi país y la humanidad y que mi conciencia no permitía que colaborara con el sistema político de Roma, incluso por mi silencio."
El libro es un éxito de librería pero Juan-María de la Mennais prohíbe su lectura entre los religiosos de la congregación de Saint-Pierre, especialmente en el noviciado de Malestroit. Dirige varias cartas en este sentido a los religiosos de Saint-Pierre a partir del mes de mayo.
Mgr de Lesquen parece satisfecho por el proceso y, para anticipar toda sospecha de una persona contra las disposiciones del superior de las Hermanos de la Instrucción Cristiana, publica una de esas cartas en la Gazette de Bretaña, el 20 de mayo de 1834, sin que su autor esté conforme o dé su consentimiento.

## De los debates filosóficos alrededor de la teoría del sentido común

### Discordancia entre Juan-María y Félicité de la Mennais después de la encíclica Singulari Nos
La encíclica Singulari Nos, publicada el 15 de julio de 1834, condena el libro Palabras de un creyente. Los intercambios entre Juan-María y Félicité son testigos de un debate filosófico sobre el asunto de la interpretación de las críticas contenidas en la encíclica.
Según Félicité, se trata de un propósito destinado a ocultar cuestiones importantes ligadas a la dominación de los soberanos sobre los pueblos y la reducción de la libertad. Piensa que las cuestiones tratadas no pueden detenerse bajo el golpe de una encíclica porque son de mucha importancia. En una carta se dirige así a su hermano: "Si mi memoria subsiste a esas graves cuestiones es posible que, un día, las circunstancias de mi vida sean recordadas… añadiendo que "hay violación del derecho y, por lo tanto, despotismo, cuando en acuerdo con la Iglesia, el soberano utiliza su autoridad para mantener el orden  establecido y rechazar la contestación. Toda acción coercitiva del poder civil, animado por la Iglesia, sería un atentado a la libertad que el hombre tiene de Dios." Por eso, Félicité de la Mennais no hace ninguna declaración pública o privada de sumisión a la encíclica. Su actitud se acompaña de un rechazo en reconocer a la encíclica un valor dogmático. 
Juan-María no comparte enteramente su opinión. En el plan filosófico, distingue el poder regido por los hombres de la dominación que los oprime. Admite que "el poder de los príncipes venía de Dios como remedio al desorden causado por el pecado… sin poder volver al estado de antes del pecado, la desigualdad es necesaria." Como superior general de la congregación de los Hermanos de Ploërmel, piensa en la continuidad de esta obra que necesita una buena relación con el clérigo local tanto como el asentimiento de las autoridades eclesiásticas pues la escolaridad en el campo la tienen los hermanos, por no ser bajo el poder de la instrucción primaria.
Ningún religioso de Saint-Pierre tiene problemas en aceptar la condenación de Palabras de un creyente por la encíclica Singulari Nos pero las opiniones se tensan alrededor del pensamiento enseñado en los lugares de formación del instituto.
Muchos sacerdotes de la diócesis de Rennes piensan que la filosofía del sentido común como "sistema católico-filosófico" presentado en el pequeño seminario de Saint-Méen y en el noviciado de Malestroit es sencillamente la que condena la encíclica.

### La idea del sentido común está en medio de los debates
Félicité de la Mennais desarrolla esta idea en su libro "Ensayo sobre la indiferencia en materia de religión". En este libro en cuatro volúmenes, da una definición teológica del sentido común. Se trata de pensar en lo que une el género humano, lo que permite pensar en el concepto de verdad, de pensar en la relación fundamental entre Dios y la humanidad. Este sentido común puede resumirse por la razón común, "lo que todos creen, en todas partes, en todos los tiempos."
Aborda la historia de la salvación y de la revelación. Siguiendo la idea del sentido común, la revelación de Dios es completa desde el principio, como una semilla que germina para crecer. Habla de la revelación primitiva en la cual la humanidad, en búsqueda de verdad, saca su certidumbre concerniendo los hechos religiosos y sociales. La tradición transmite, en cada nueva generación, la existencia de esta verdad fundamental. El acto de creación inicial, de revelación primitiva u original, existe desde el principio. Su desarrollo de generación en generación estriba en una base común a todo el mundo.
Este estudio lo lleva a tener una visión crítica sobre la filosofía apoyada en la razón individual como fundamento de reflexión. Eso, según él, desemboca en el error o en verdades menores, evidentes ("yo sé que sale el sol cada mañana".)
Plantea la cuestión del conocimiento: ¿qué significa conocer con certidumbre? Explica que, tres vías se presentan para conocer la verdad: los sentidos, los sentimientos (la intuición) y el razonamiento. En eso intenta probar que la autoridad infalible del género humano es superior a la razón individual.

### Discordancia en el seno de la congregación en cuanto al alcance de la encíclica
Según los sacerdotes de Saint-Méen y los misioneros de Rennes, la teoría del sentido común es condenada por la encíclica, en su conjunto. El padre Coëdro (superior de los misioneros) y sus colegas de Rennes (los padres Lévêque, Dinomais y Lebrec) esperan que los responsables de la congregación reconozcan públicamente el fondo erróneo de esta filosofía y la rechacen de su programa escolar.
En un primer momento, esta filosofía no es retirada de los programas escolares. En efecto, Juan-María de la Mennais indica al obispo de Rennes, Mgr de Lesquen, que los libros estudiados en el seminario de Saint-Méen y en el noviciado de Malestroit, son los que el mismo obispo ha recomendado.
Además, durante el retiro anual que tuvo lugar en Ploërmel en agosto de 1834, Juan-María de la Mennais indica que la encíclica no obliga a abandonar la filosofía del sentido común. El padre Rohrbacher, profesor en el noviciado de Malestroit, apoya esta idea.
Los colegas de Saint-Méen no aceptan este punto de vista. El padre Haran, profesor de filosofía en el seminario de Saint-Méen, convencido de que la filosofía del sentido común que ha enseñado durante varios años es condenada por el documento pontificio, ha dicho a sus alumnos que no la enseñará más.
La división se instala de manera permanente; el padre Coëdro informa al obispo de las oposiciones en la congregación. El obispo exige que todos los religiosos de Saint-Pierre hagan una declaración de sumisión a Singulari Nos.

## Fin de la Congregación de Saint-Pierre y disolución
El padre Coëdro, superior de los misioneros de Rennes, envía a Juan-María, el 4 de septiembre de 1834, una carta en la cual le formula un gran número de reproches. Termina marcando su deseo de una "sumisión más sencilla y más franca a las decisiones del Sumo Pontífice, una nota desaprobando de manera más formal las doctrinas que condena".  Sin eso, teme las calumnias y las angustias de los sacerdotes y los fieles y explica que "por esos motivos él y otros misioneros fueron a ver al obispo para indicarle su deseo de separarse." 
Esta petición concierne a los misioneros de Rennes pero también a los religiosos del pequeño seminario y la parroquia de Saint-Méen. Los que firman esa petición son, entre otros, los padres Enoch, Haran, Coëdro, Lévêque, Dinomais, Lebrec, de Bonfils y Persehais.
El obispo de Rennes apoya la opinión de los miembros que optan por dejar la congregación de Saint-Pierre. En una carta dirigida a Juan-María de la Mennais en septiembre de 1834, explica que las divisiones en el seno de la congregación no son reparables e indica que todos aquellos que escogieran seguir como miembros de la congregación serían 'excorporados' de la diócesis.
A continuación, Juan-María de la Mennais da su demisión de superior general de la congregación de Saint-Pierre. Sin embargo esa demisión no es suficiente en la opinión del obispo y le pide una carta por la cual declara no participar en la vida de la congregación. Mgr de Lesquen escribe también: "Es necesario que declare antes de la elección [del nuevo superior general, durante el retiro anual] que no pueda aceptar ningún sitio en la congregación". Justifica eso así: "Quiero evitar un escándalo y darle el tiempo de una separación que considero inevitable."
Se organiza una elección durante el retiro de septiembre de 1834 para elegir un nuevo superior general. El padre Coëdro es elegido con cuatro consejeros: el señor Corvaisier, párroco de Saint-Méen y decano, Lévêque y Enoch, misionero de Rennes y Fontaine, del seminario de Saint-Méen.
El obispo ratifica los resultados. Retoman el nombre de "Sociedad de los sacerdotes de Saint-Méen".
La congregación de Saint-Pierre es disuelta el 16 de septiembre de 1834 según el informe financiero de las cuentas de la casa de Malestroit, presentado por el padre Bouteloup durante las reuniones organizadas para liquidar los bienes del instituto disuelto.

## Balance y posteridad
La existencia de la Congregación de Saint-Pierre fue breve, apenas 6 años, pero se notó un número importante de experimentaciones de todo tipo: seminario, dirección de colegio, misiones, redacción de obras. 
Los religiosos y simpatizantes estudiaban ciencias teológicas, filosóficas, históricas, lingüísticas para comprender mejor las exigencias del mundo, pensar en el papel social de la Iglesia y mejorar la formación de los miembros del clérigo. Ese trabajo intelectual tuvo, indirectamente, sus repercusiones.
El estudio obligatorio de varios idiomas vivos, puede explicar que algunos de sus miembros lograran ser unos especialistas de lenguas orientales (árabe, sánscrito, persa, incluso chino). Algunos desarrollaron una vocación de obispo. Además, gran número de ex religiosos del instituto dieron muestra de abnegación en el servicio de la fe a lo largo de su vida. 
Sin embargo, la creación del diario l'Avenir, a continuación de la revolución de julio de 1830 así que la dirección del colegio de Juilly, tuvo un efecto de vanguardia para una parte de los religiosos de Saint-Pierre que estaban cerca del circulo parisiense, comprometido en los debates avanzados, en relación con las evoluciones ideológicas y literarias. Por tanto, los religiosos quedados en Bretaña, podían tener la impresión, por no comprometerse en obras tan espectaculares, de ser la retaguardia. Eso creó un distanciamiento que ninguna estructura intermediaria podía apoyar. 
Además, el proyecto menesiano seguía, según muchos, difuso e impreciso. Algunos religiosos no identificaban bien los contornos del pensamiento menesiano. La comunidad de la Chênaie, por ejemplo, tenía miembros relacionados con Félicité Lamennais pero no eran religiosos ni sacerdotes. Por consiguiente, había la escuela menesiana y la congregación de Saint-Pierre. Algunos miembros pertenecían a las dos entidades como el padre Blanc, Rohrbacher, una buena parte de la plantilla de Malestroit, pero otros miembros pertenecían a una y no a la otra (casi todos los religiosos de Rennes et de Saint-Méen). Para unos, Félicité Lamennais era el mentor, cuando para otros sólo era el superior jurídico. Después de la dimisión de Félicité Lamennais, fueron sobre todo los de la comunidad de Malestroit, animada por el padre Blanc y Rohrbacher, quienes mantenían las ideas precursoras. 
La calidad de la educación filosófica y teológica fue reconocida por muchos religiosos que estudiaron allí y cuyos testimonios nos llegaron por su correspondencia. La simpatía y la oposición que provocaba el intercambio de ideas daba riqueza a los debates en cuanto a la plaza de la Iglesia. Los estudios menesianos pueden iluminar la historia teológica y eclesiástica del siglo XIX.